# Campeonato de Tercera División 1960 (Argentina)
El Campeonato de Tercera División 1960 fue la décima  temporada del certamen de la cuarta categoría del fútbol argentino. Se disputó entre el 9 de abril y el 18 de diciembre de 1960.
Los nuevos participantes fueron Estudiantes (BA), descendido de la Segunda División 1959, Fénix y Comunicaciones, que se afiliaron ese año a la Asociación del Fútbol Argentino.
El certamen consagró campeón por primera vez a Sportivo Italiano, que obtuvo el único ascenso de la temporada.

## Ascensos y descensos
| Pos. | Ascendidos de la Tercera División 1959 |
| ---- | -------------------------------------- |
| 1º   | Defensores de Cambaceres               |

| Pos. | Descendidos de la Segunda División 1959 |
| ---- | --------------------------------------- |
| 19º  | Estudiantes (BA)                        |

| \| Equipos Afiliados \| \| ----------------- \| \| Comunicaciones \| \| Fénix \| |
| Equipos Afiliados                                                                |
| Comunicaciones                                                                   |
| Fénix                                                                            |

## Formato
Los equipos se enfrentaron bajo el sistema de todos contra todos a 2 ruedas. El equipo con mayor puntaje se consagró campeón y obtuvo el ascenso.
No hubo otros ascensos ni desafiliaciones.

## Equipos participantes
| Equipo                | Ciudad          | Estadio                 |
| --------------------- | --------------- | ----------------------- |
| 9 de Julio            | Merlo           | No posee                |
| ACIA                  | Buenos Aires    | No posee                |
| Central Argentino     | San Martín      | Central Argentino       |
| Centro Español        | Villa Sarmiento | Pepirí y Arana          |
| Comunicaciones        | Buenos Aires    | No posee                |
| Defensores de Almagro | Buenos Aires    | Mitre y Ocampo          |
| Estudiantes (BA)      | Caseros         | No posee                |
| Fénix                 | Buenos Aires    | Concepción Arenal       |
| General Lamadrid      | Buenos Aires    | General Lamadrid        |
| J.J. Urquiza          | Caseros         | Kelsey y Bonifacini     |
| Juventud de Bernal    | Bernal          | Caseros y Almafuerte    |
| Juventud Unida        | San Miguel      | León Gallardo y Salerno |
| La Paternal           | Buenos Aires    | No posee                |
| Macabi                | Buenos Aires    | No posee                |
| Muñiz                 | Muñiz           | No posee                |
| Pilar                 | Pilar           | San Juan y Córdoba      |
| Porteño AC            | Gral. Rodríguez | Whelan y Sarmiento      |

### Distribución geográfica de los equipos
| Región                                   | Cant. | Equipos |
| ---------------------------------------- | ----- | --- |
| Conurbano bonaerense                     | 9     | 9 de Julio, Central Argentino, Centro Español, Estudiantes (BA), J.J. Urquiza, Juventud de Bernal, Juventud Unida, Muñiz y Pilar |
| Ciudad de Buenos Aires                   | 7     | ACIA, Comunicaciones, Defensores de Almagro, Fénix, General Lamadrid, La Paternal y Macabi                                       |
| Interior de la provincia de Buenos Aires | 1     | Porteño AC |

## Tabla de posiciones
| Pos. | Equipo                | Pts. | PJ | PG | PE | PP | GF  | GC  | Dif. |
| ---- | --------------------- | ---- | -- | -- | -- | -- | --- | --- | ---- |
| 1.º  | Sportivo Italiano     | 58   | 32 | 28 | 2  | 2  | 123 | 28  | 95   |
| 2.º  | Defensores de Almagro | 56   | 32 | 26 | 4  | 2  | 112 | 39  | 73   |
| 3.º  | Estudiantes (BA)      | 47   | 31 | 23 | 1  | 7  | 95  | 52  | 43   |
| 4.º  | J.J. Urquiza          | 40   | 30 | 17 | 6  | 7  | 79  | 52  | 27   |
| 5.º  | Fénix                 | 39   | 32 | 18 | 3  | 11 | 97  | 60  | 37   |
| 6.º  | Juventud de Bernal    | 31   | 32 | 12 | 7  | 13 | 70  | 70  | 0    |
| 7.º  | Comunicaciones        | 31   | 31 | 13 | 5  | 13 | 58  | 66  | −8   |
| 8.º  | Centro Español        | 30   | 31 | 14 | 2  | 15 | 61  | 52  | 9    |
| 9.º  | Juventud Unida        | 30   | 32 | 12 | 6  | 14 | 80  | 79  | 1    |
| 10.º | Pilar                 | 28   | 32 | 11 | 6  | 15 | 59  | 77  | −18  |
| 11.º | Central Argentino     | 26   | 32 | 12 | 2  | 18 | 58  | 89  | −31  |
| 12.º | Macabi                | 22   | 32 | 10 | 2  | 20 | 72  | 90  | −18  |
| 13.º | General Lamadrid      | 22   | 32 | 9  | 4  | 19 | 50  | 76  | −26  |
| 14.º | La Paternal           | 22   | 32 | 10 | 2  | 20 | 69  | 106 | −37  |
| 15.º | 9 de Julio            | 21   | 32 | 10 | 1  | 21 | 58  | 111 | −53  |
| 16.º | Porteño AC            | 16   | 30 | 7  | 4  | 19 | 56  | 108 | −52  |
| 17.º | Muñiz                 | 15   | 31 | 6  | 3  | 22 | 57  | 99  | −42  |

|  | Se consagró campeón y ascendió a la Segunda División |

## Resultados
| Muñiz             | 1 - 1  | Estudiantes (BA)   | León Gallardo y Salerno | 9 de abril |
| General Lamadrid  | 0 - 3  | Porteño AC         | General Lamadrid        | 9 de abril |
| J.J. Urquiza      | 2 - 0  | Juventud de Bernal | Kelsey y Bonifacini     | 9 de abril |
| Fénix             | 2 - 1  | Macabi             | Chacarita Juniors       | 9 de abril |
| ACIA              | 10 - 2 | La Paternal        | Segurola y Miranda      | 9 de abril |
| Pilar             | 2 - 1  | Comunicaciones     | San Juan y Córdoba      | 9 de abril |
| Centro Español    | 3 - 1  | Juventud Unida     | Pepirí y Arana          | 9 de abril |
| Central Argentino | 3 - 1  | 9 de Julio         | Central Argentino       | 9 de abril |

| 9 de Julio         | 1 - 7 | Centro Español        | Gaona y General Paz     | 14 de abril |
| Juventud Unida     | 1 - 1 | Pilar                 | León Gallardo y Salerno | 14 de abril |
| Comunicaciones     | 0 - 4 | ACIA                  | Segurola y Miranda      | 14 de abril |
| La Paternal        | 4 - 1 | Fénix                 | Kelsey y Bonifacini     | 14 de abril |
| Macabi             | 1 - 4 | J.J. Urquiza          | Médanos y Boyacá        | 14 de abril |
| Juventud de Bernal | 1 - 1 | General Lamadrid      | Caseros y Almafuerte    | 14 de abril |
| Porteño AC         | 5 - 1 | Muñiz                 | Whelan y Sarmiento      | 14 de abril |
| Estudiantes (BA)   | 1 - 4 | Defensores de Almagro | Malaver y Posadas       | 14 de abril |

| Defensores de Almagro | 1 - 2 | Porteño AC         | Isla Maciel              | 16 de abril |
| Muñiz                 | 3 - 3 | Juventud de Bernal | León Gallardo y Salerno  | 16 de abril |
| General Lamadrid      | 5 - 1 | Macabi             | General Lamadrid         | 16 de abril |
| J.J. Urquiza          | 3 - 1 | La Paternal        | Kelsey y Bonifacini      | 16 de abril |
| Fénix                 | 5 - 2 | Comunicaciones     | Chacarita Juniors        | 16 de abril |
| ACIA                  | 5 - 2 | Juventud Unida     | Manuela Pedraza y Crámer | 16 de abril |
| Pilar                 | 4 - 3 | 9 de Julio         | San Juan y Córdoba       | 16 de abril |
| Centro Español        | 0 - 1 | Central Argentino  | Pepirí y Arana           | 16 de abril |

| Central Argentino  | 4 - 0 | Pilar                 | Central Argentino       | 23 de abril |
| 9 de Julio         | 1 - 5 | ACIA                  | Gaona y General Paz     | 23 de abril |
| Juventud Unida     | 4 - 2 | Fénix                 | León Gallardo y Salerno | 23 de abril |
| Comunicaciones     | 0 - 4 | J.J. Urquiza          | General Lamadrid        | 23 de abril |
| La Paternal        | 1 - 2 | General Lamadrid      | Kelsey y Bonifacini     | 23 de abril |
| Macabi             | 5 - 4 | Muñiz                 | Malaver y Posadas       | 23 de abril |
| Juventud de Bernal | 0 - 2 | Defensores de Almagro | Caseros y Almafuerte    | 23 de abril |
| Porteño AC         | 3 - 5 | Estudiantes (BA)      | Whelan y Sarmiento      | 23 de abril |

| Estudiantes (BA)      | 4 - 0 | Juventud de Bernal | Timote y Castro          | 30 de abril |
| Defensores de Almagro | 6 - 0 | Macabi             | Mitre y Ocampo           | 30 de abril |
| Muñiz                 | 0 - 2 | La Paternal        | León Gallardo y Salerno  | 30 de abril |
| General Lamadrid      | 1 - 1 | Comunicaciones     | General Lamadrid         | 30 de abril |
| J.J. Urquiza          | 0 - 2 | Juventud Unida     | Kelsey y Bonifacini      | 30 de abril |
| Fénix                 | 8 - 3 | 9 de Julio         | Chacarita Juniors        | 30 de abril |
| ACIA                  | 2 - 0 | Central Argentino  | Manuela Pedraza y Crámer | 30 de abril |
| Pilar                 | 1 - 2 | Centro Español     | San Juan y Córdoba       | 30 de abril |

| Centro Español     | 1 - 3 | ACIA                  | Barragán y Gaona        | 7 de mayo |
| Central Argentino  | 0 - 1 | Fénix                 | Central Argentino       | 7 de mayo |
| 9 de Julio         | 0 - 7 | J.J. Urquiza          | Gaona y General Paz     | 7 de mayo |
| Juventud Unida     | 2 - 1 | General Lamadrid      | León Gallardo y Salerno | 7 de mayo |
| Comunicaciones     | 0 - 0 | Muñiz                 | General Lamadrid        | 7 de mayo |
| La Paternal        | 1 - 3 | Defensores de Almagro | Kelsey y Bonifacini     | 7 de mayo |
| Macabi             | 1 - 5 | Estudiantes (BA)      | Médanos y Boyacá        | 7 de mayo |
| Juventud de Bernal | 1 - 0 | Porteño AC            | Caseros y Almafuerte    | 7 de mayo |

| Porteño AC            | 4 - 3 | Macabi            | Whelan y Sarmiento    | 14 de mayo |
| Estudiantes (BA)      | 7 - 0 | La Paternal       | Tres de Febrero       | 14 de mayo |
| Defensores de Almagro | 4 - 0 | Comunicaciones    | Mitre y Ocampo        | 14 de mayo |
| Muñiz                 | 0 - 4 | Juventud Unida    | Sarmiento y Azcuénaga | 14 de mayo |
| General Lamadrid      | 3 - 0 | 9 de Julio        | General Lamadrid      | 14 de mayo |
| J.J. Urquiza          | 2 - 0 | Central Argentino | Kelsey y Bonifacini   | 14 de mayo |
| Fénix                 | 1 - 4 | Centro Español    | Central Argentino     | 14 de mayo |
| ACIA                  | 9 - 0 | Pilar             | Segurola y Miranda    | 14 de mayo |

| Pilar             | 2 - 0   | Fénix                 | San Juan y Córdoba      | 21 de mayo |
| Centro Español    | 2 - 0   | J.J. Urquiza          | Pepirí y Arana          | 21 de mayo |
| Central Argentino | 4 - 3   | General Lamadrid      | Central Argentino       | 21 de mayo |
| 9 de Julio        | 1 - 0   | Muñiz                 | Gaona y General Paz     | 21 de mayo |
| Juventud Unida    | 1 - 2   | Defensores de Almagro | León Gallardo y Salerno | 21 de mayo |
| La Paternal       | 0 - 1   | Porteño AC            | Kelsey y Bonifacini     | 21 de mayo |
| Macabi            | 0 - 3   | Juventud de Bernal    | Segurola y Miranda      | 21 de mayo |
| Comunicaciones    | PP - GP | Estudiantes (BA)      | General Lamadrid        | 21 de mayo |

| Juventud de Bernal    | 3 - 1 | La Paternal       | Guido y Sarmiento       | 28 de mayo |
| Porteño AC            | 1 - 2 | Comunicaciones    | Whelan y Sarmiento      | 28 de mayo |
| Estudiantes (BA)      | 2 - 1 | Juventud Unida    | Médanos y Boyacá        | 28 de mayo |
| Defensores de Almagro | 5 - 0 | 9 de Julio        | Mitre y Ocampo          | 28 de mayo |
| Muñiz                 | 2 - 1 | Central Argentino | León Gallardo y Salerno | 28 de mayo |
| General Lamadrid      | 0 - 1 | Centro Español    | General Lamadrid        | 28 de mayo |
| J.J. Urquiza          | 2 - 2 | Pilar             | Kelsey y Bonifacini     | 28 de mayo |
| Fénix                 | 0 - 3 | ACIA              | Chacarita Juniors       | 28 de mayo |

| ACIA              | 0 - 2 | J.J. Urquiza          | Defensores de Belgrano | 11 de junio |
| Pilar             | 5 - 1 | General Lamadrid      | San Juan y Córdoba     | 11 de junio |
| Centro Español    | 3 - 2 | Muñiz                 | Pepirí y Arana         | 11 de junio |
| Central Argentino | 0 - 5 | Defensores de Almagro | Central Argentino      | 11 de junio |
| 9 de Julio        | 0 - 1 | Estudiantes (BA)      | Chacarita Juniors      | 11 de junio |
| Juventud Unida    | 3 - 3 | Porteño AC            | Malaver y Posadas      | 11 de junio |
| Comunicaciones    | 3 - 0 | Juventud de Bernal    | General Lamadrid       | 11 de junio |
| La Paternal       | 6 - 3 | Macabi                | Kelsey y Bonifacini    | 11 de junio |

| Macabi                | 1 - 2 | Comunicaciones    | General Lamadrid      | 18 de junio |
| Juventud de Bernal    | 2 - 4 | Juventud Unida    | De Los Inmigrantes    | 18 de junio |
| Porteño AC            | 2 - 2 | 9 de Julio        | Whelan y Sarmiento    | 18 de junio |
| Estudiantes (BA)      | 4 - 0 | Central Argentino | Gaona y General Paz   | 18 de junio |
| Defensores de Almagro | 3 - 1 | Centro Español    | Mitre y Ocampo        | 18 de junio |
| Muñiz                 | 2 - 0 | Pilar             | Sarmiento y Azcuénaga | 18 de junio |
| General Lamadrid      | 0 - 5 | ACIA              | Segurola y Miranda    | 18 de junio |
| J.J. Urquiza          | 4 - 2 | Fénix             | Kelsey y Bonifacini   | 18 de junio |

| Fénix             | 3 - 1 | General Lamadrid      | Mitre y Ocampo             | 25 de junio |
| ACIA              | 6 - 0 | Muñiz                 | Defensores de Belgrano     | 25 de junio |
| Pilar             | 0 - 0 | Defensores de Almagro | San Juan y Córdoba         | 25 de junio |
| Centro Español    | 2 - 3 | Estudiantes (BA)      | Pepirí y Arana             | 25 de junio |
| Central Argentino | 2 - 2 | Porteño AC            | Central Argentino          | 25 de junio |
| 9 de Julio        | 2 - 4 | Juventud de Bernal    | La Roche y Almirante Brown | 25 de junio |
| Juventud Unida    | 3 - 2 | Macabi                | Kelsey y Bonifacini        | 25 de junio |
| Comunicaciones    | 2 - 1 | La Paternal           | General Lamadrid           | 25 de junio |

| La Paternal           | 1 - 5 | Juventud Unida    | Kelsey y Bonifacini     | 2 de julio |
| Macabi                | 3 - 2 | 9 de Julio        | Segurola y Miranda      | 2 de julio |
| Juventud de Bernal    | 5 - 1 | Central Argentino | Caseros y Almafuerte    | 2 de julio |
| Porteño AC            | 1 - 4 | Centro Español    | Leandro N. Alem         | 2 de julio |
| Estudiantes (BA)      | 5 - 3 | Pilar             | Gaona y General Paz     | 2 de julio |
| Defensores de Almagro | 1 - 1 | ACIA              | Mitre y Ocampo          | 2 de julio |
| Muñiz                 | 1 - 2 | Fénix             | León Gallardo y Salerno | 2 de julio |
| General Lamadrid      | 1 - 1 | J.J. Urquiza      | General Lamadrid        | 2 de julio |

| J.J. Urquiza      | 5 - 1 | Muñiz                 | Kelsey y Bonifacini        | 10 de julio |
| Fénix             | 0 - 3 | Defensores de Almagro | Concepción Arenal          | 10 de julio |
| ACIA              | 6 - 0 | Estudiantes (BA)      | Defensores de Belgrano     | 10 de julio |
| Pilar             | 3 - 0 | Porteño AC            | San Juan y Córdoba         | 10 de julio |
| Centro Español    | 0 - 1 | Juventud de Bernal    | Pepirí y Arana             | 10 de julio |
| Central Argentino | 1 - 5 | Macabi                | Central Argentino          | 10 de julio |
| 9 de Julio        | 3 - 4 | La Paternal           | La Roche y Almirante Brown | 10 de julio |
| Juventud Unida    | 2 - 2 | Comunicaciones        | Chacarita Juniors          | 10 de julio |

| Comunicaciones        | 1 - 2  | 9 de Julio        | General Lamadrid           | 23 de julio |
| La Paternal           | 7 - 1  | Central Argentino | Kelsey y Bonifacini        | 23 de julio |
| Macabi                | 1 - 2  | Centro Español    | Médanos y Boyacá           | 23 de julio |
| Juventud de Bernal    | 2 - 2  | Pilar             | Caseros y Almafuerte       | 23 de julio |
| Porteño AC            | 1 - 12 | ACIA              | La Roche y Almirante Brown | 23 de julio |
| Estudiantes (BA)      | 3 - 0  | Fénix             | Gaona y General Paz        | 23 de julio |
| Defensores de Almagro | 1 - 1  | J.J. Urquiza      | Mitre y Ocampo             | 23 de julio |
| Muñiz                 | 5 - 3  | General Lamadrid  | León Gallardo y Salerno    | 23 de julio |

| General Lamadrid  | 1 - 4 | Defensores de Almagro | General Lamadrid         | 30 de julio |
| J.J. Urquiza      | 0 - 3 | Estudiantes (BA)      | Kelsey y Bonifacini      | 30 de julio |
| Fénix             | 5 - 0 | Porteño AC            | Concepción Arenal        | 30 de julio |
| ACIA              | 1 - 0 | Juventud de Bernal    | Manuela Pedraza y Crámer | 30 de julio |
| Pilar             | 4 - 0 | Macabi                | San Juan y Córdoba       | 30 de julio |
| Centro Español    | 5 - 0 | La Paternal           | Pepirí y Arana           | 30 de julio |
| Central Argentino | 1 - 0 | Comunicaciones        | Central Argentino        | 30 de julio |
| 9 de Julio        | 2 - 0 | Juventud Unida        | Sucre y De Las Carreras  | 30 de julio |

| Juventud Unida        | 7 - 3   | Central Argentino | Sarmiento y Azcuénaga      | 6 de agosto |
| Comunicaciones        | 1 - 2   | Centro Español    | General Lamadrid           | 6 de agosto |
| La Paternal           | 5 - 1   | Pilar             | Kelsey y Bonifacini        | 6 de agosto |
| Macabi                | 0 - 1   | ACIA              | Atlanta                    | 6 de agosto |
| Juventud de Bernal    | 3 - 2   | Fénix             | Caseros y Almafuerte       | 6 de agosto |
| Estudiantes (BA)      | 3 - 0   | General Lamadrid  | Tres de Febrero            | 6 de agosto |
| Defensores de Almagro | 5 - 4   | Muñiz             | Mitre y Ocampo             | 6 de agosto |
| Porteño AC            | PP - GP | J.J. Urquiza      | La Roche y Almirante Brown | 6 de agosto |

| Estudiantes (BA)   | 3 - 1 | Muñiz             | Gaona y General Paz      | 13 de agosto |
| Porteño AC         | 1 - 4 | General Lamadrid  | Whelan y Sarmiento       | 13 de agosto |
| Juventud de Bernal | 2 - 3 | J.J. Urquiza      | Caseros y Almafuerte     | 13 de agosto |
| Macabi             | 2 - 1 | Fénix             | Segurola y Miranda       | 13 de agosto |
| La Paternal        | 4 - 5 | ACIA              | Manuela Pedraza y Crámer | 13 de agosto |
| Comunicaciones     | 1 - 2 | Pilar             | General Lamadrid         | 13 de agosto |
| Juventud Unida     | 1 - 0 | Centro Español    | Central Argentino        | 13 de agosto |
| 9 de Julio         | 1 - 0 | Central Argentino | Kelsey y Bonifacini      | 13 de agosto |

| Centro Español        | 1 - 3 | 9 de Julio         | Pepirí y Arana          | 20 de agosto |
| Pilar                 | 0 - 4 | Juventud Unida     | San Juan y Córdoba      | 20 de agosto |
| ACIA                  | 3 - 0 | Comunicaciones     | Defensores de Belgrano  | 20 de agosto |
| Fénix                 | 4 - 2 | La Paternal        | Concepción Arenal       | 20 de agosto |
| J.J. Urquiza          | 5 - 2 | Macabi             | Kelsey y Bonifacini     | 20 de agosto |
| General Lamadrid      | 0 - 0 | Juventud de Bernal | General Lamadrid        | 20 de agosto |
| Muñiz                 | 5 - 0 | Porteño AC         | León Gallardo y Salerno | 20 de agosto |
| Defensores de Almagro | 3 - 2 | Estudiantes (BA)   | Mitre y Ocampo          | 20 de agosto |

| Porteño AC         | 3 - 6 | Defensores de Almagro | La Roche y Almirante Brown | 27 de agosto |
| Juventud de Bernal | 3 - 2 | Muñiz                 | Caseros y Almafuerte       | 27 de agosto |
| Macabi             | 2 - 3 | General Lamadrid      | Concepción Arenal          | 27 de agosto |
| La Paternal        | 3 - 3 | J.J. Urquiza          | General Lamadrid           | 27 de agosto |
| Comunicaciones     | 1 - 4 | Fénix                 | Kelsey y Bonifacini        | 27 de agosto |
| Juventud Unida     | 0 - 4 | ACIA                  | Chacarita Juniors          | 27 de agosto |
| 9 de Julio         | 3 - 1 | Pilar                 | Gaona y General Paz        | 27 de agosto |
| Central Argentino  | 3 - 2 | Centro Español        | Central Argentino          | 27 de agosto |

| Pilar                 | 1 - 3 | Central Argentino  | San Juan y Córdoba      | 3 de septiembre |
| ACIA                  | 2 - 1 | 9 de Julio         | Defensores de Belgrano  | 3 de septiembre |
| Fénix                 | 5 - 0 | Juventud Unida     | Concepción Arenal       | 3 de septiembre |
| J.J. Urquiza          | 0 - 0 | Comunicaciones     | Kelsey y Bonifacini     | 3 de septiembre |
| General Lamadrid      | 3 - 0 | La Paternal        | General Lamadrid        | 3 de septiembre |
| Muñiz                 | 1 - 2 | Macabi             | León Gallardo y Salerno | 3 de septiembre |
| Defensores de Almagro | 5 - 1 | Juventud de Bernal | Central Argentino       | 3 de septiembre |
| Estudiantes (BA)      | 3 - 0 | Porteño AC         | Segurola y Miranda      | 3 de septiembre |

| Juventud de Bernal | 2 - 3 | Estudiantes (BA)      | Caseros y Almafuerte    | 10 de septiembre |
| Macabi             | 3 - 4 | Defensores de Almagro | Concepción Arenal       | 10 de septiembre |
| La Paternal        | 3 - 0 | Muñiz                 | General Lamadrid        | 10 de septiembre |
| Comunicaciones     | 3 - 0 | General Lamadrid      | Kelsey y Bonifacini     | 10 de septiembre |
| Juventud Unida     | 2 - 2 | J.J. Urquiza          | León Gallardo y Salerno | 10 de septiembre |
| 9 de Julio         | 0 - 5 | Fénix                 | Gaona y General Paz     | 10 de septiembre |
| Central Argentino  | 1 - 3 | ACIA                  | Chacarita Juniors       | 10 de septiembre |
| Centro Español     | 2 - 1 | Pilar                 | Pepirí y Arana          | 10 de septiembre |

| ACIA                  | 4 - 1 | Centro Español     | Manuela Pedraza y Crámer | 17 de septiembre |
| Fénix                 | 4 - 1 | Central Argentino  | Concepción Arenal        | 17 de septiembre |
| J.J. Urquiza          | 3 - 2 | 9 de Julio         | Kelsey y Bonifacini      | 17 de septiembre |
| General Lamadrid      | 1 - 0 | Juventud Unida     | General Lamadrid         | 17 de septiembre |
| Muñiz                 | 2 - 4 | Comunicaciones     | León Gallardo y Salerno  | 17 de septiembre |
| Defensores de Almagro | 1 - 1 | La Paternal        | Mitre y Ocampo           | 17 de septiembre |
| Estudiantes (BA)      | 3 - 2 | Macabi             | Defensores de Belgrano   | 17 de septiembre |
| Porteño AC            | 1 - 6 | Juventud de Bernal | Sucre y De Las Carreras  | 17 de septiembre |

| La Paternal       | 2 - 6 | Estudiantes (BA)      | Kelsey y Bonifacini     | 1 de octubre |
| Comunicaciones    | 2 - 4 | Defensores de Almagro | General Lamadrid        | 1 de octubre |
| Juventud Unida    | 5 - 7 | Muñiz                 | León Gallardo y Salerno | 1 de octubre |
| 9 de Julio        | 3 - 1 | General Lamadrid      | Gaona y General Paz     | 1 de octubre |
| Central Argentino | 2 - 4 | J.J. Urquiza          | Central Argentino       | 1 de octubre |
| Centro Español    | 0 - 0 | Fénix                 | Pepirí y Arana          | 1 de octubre |
| Pilar             | 1 - 2 | ACIA                  | San Juan y Córdoba      | 1 de octubre |
| Macabi            | 6 - 0 | Porteño AC            | Concepción Arenal       | 2 de octubre |

| Fénix                 | 5 - 5 | Pilar             | Concepción Arenal        | 15 de octubre |
| J.J. Urquiza          | 2 - 1 | Centro Español    | Kelsey y Bonifacini      | 15 de octubre |
| General Lamadrid      | 3 - 0 | Central Argentino | General Lamadrid         | 15 de octubre |
| Muñiz                 | 5 - 1 | 9 de Julio        | León Gallardo y Salerno  | 15 de octubre |
| Defensores de Almagro | 5 - 4 | Juventud Unida    | Mitre y Ocampo           | 15 de octubre |
| Estudiantes (BA)      | 3 - 1 | Comunicaciones    | Manuela Pedraza y Crámer | 15 de octubre |
| Porteño AC            | 2 - 4 | La Paternal       | Whelan y Sarmiento       | 15 de octubre |
| Juventud de Bernal    | 1 - 1 | Macabi            | Caseros y Almafuerte     | 15 de octubre |

| La Paternal       | 3 - 2  | Juventud de Bernal    | Kelsey y Bonifacini     | 30 de octubre |
| Comunicaciones    | 4 - 3  | Porteño AC            | General Lamadrid        | 30 de octubre |
| Juventud Unida    | 5 - 4  | Estudiantes (BA)      | León Gallardo y Salerno | 30 de octubre |
| 9 de Julio        | 0 - 11 | Defensores de Almagro | Concepción Arenal       | 30 de octubre |
| Central Argentino | 2 - 1  | Muñiz                 | Central Argentino       | 30 de octubre |
| Centro Español    | 2 - 1  | General Lamadrid      | Pepirí y Arana          | 30 de octubre |
| Pilar             | 1 - 0  | J.J. Urquiza          | San Juan y Córdoba      | 30 de octubre |
| ACIA              | 2 - 2  | Fénix                 | Defensores de Belgrano  | 30 de octubre |

| J.J. Urquiza          | 2 - 1   | ACIA              | Kelsey y Bonifacini     | 5 de noviembre |
| General Lamadrid      | 0 - 1   | Pilar             | General Lamadrid        | 5 de noviembre |
| Defensores de Almagro | 3 - 1   | Central Argentino | Mitre y Ocampo          | 5 de noviembre |
| Estudiantes (BA)      | 3 - 1   | 9 de Julio        | Gaona y General Paz     | 5 de noviembre |
| Porteño AC            | 3 - 3   | Juventud Unida    | Whelan y Sarmiento      | 5 de noviembre |
| Juventud de Bernal    | 1 - 2   | Comunicaciones    | Caseros y Almafuerte    | 5 de noviembre |
| Macabi                | 6 - 0   | La Paternal       | Segurola y Miranda      | 5 de noviembre |
| Muñiz                 | PP - GP | Centro Español    | León Gallardo y Salerno | 5 de noviembre |

| Comunicaciones    | 1 - 0 | Macabi                | General Lamadrid        | 12 de noviembre |
| Juventud Unida    | 6 - 7 | Juventud de Bernal    | León Gallardo y Salerno | 12 de noviembre |
| 9 de Julio        | 5 - 3 | Porteño AC            | Mitre y Ocampo          | 12 de noviembre |
| Central Argentino | 2 - 1 | Estudiantes (BA)      | Central Argentino       | 12 de noviembre |
| Centro Español    | 0 - 1 | Defensores de Almagro | Pepirí y Arana          | 12 de noviembre |
| Pilar             | 2 - 1 | Muñiz                 | San Juan y Córdoba      | 12 de noviembre |
| ACIA              | 5 - 0 | General Lamadrid      | Defensores de Belgrano  | 12 de noviembre |
| Fénix             | 3 - 0 | J.J. Urquiza          | Concepción Arenal       | 12 de noviembre |

| General Lamadrid      | 1 - 4 | Fénix             | General Lamadrid         | 19 de noviembre |
| Muñiz                 | 1 - 5 | ACIA              | Manuela Pedraza y Crámer | 19 de noviembre |
| Defensores de Almagro | 4 - 3 | Pilar             | Mitre y Ocampo           | 19 de noviembre |
| Estudiantes (BA)      | 2 - 0 | Centro Español    | Gaona y General Paz      | 19 de noviembre |
| Porteño AC            | 2 - 3 | Central Argentino | Whelan y Sarmiento       | 19 de noviembre |
| Juventud de Bernal    | 3 - 1 | 9 de Julio        | Caseros y Almafuerte     | 19 de noviembre |
| Macabi                | 3 - 2 | Juventud Unida    | Médanos y Boyacá         | 19 de noviembre |
| La Paternal           | 3 - 4 | Comunicaciones    | Kelsey y Bonifacini      | 19 de noviembre |

| Juventud Unida    | 0 - 2  | La Paternal           | León Gallardo y Salerno | 26 de noviembre |
| 9 de Julio        | 4 - 3  | Macabi                | Mitre y Ocampo          | 26 de noviembre |
| Central Argentino | 4 - 4  | Juventud de Bernal    | Central Argentino       | 26 de noviembre |
| Centro Español    | 1 - 2  | Porteño AC            | Pepirí y Arana          | 26 de noviembre |
| Pilar             | 0 - 5  | Estudiantes (BA)      | San Juan y Córdoba      | 26 de noviembre |
| ACIA              | 1 - 0  | Defensores de Almagro | Médanos y Boyacá        | 26 de noviembre |
| Fénix             | 10 - 2 | Muñiz                 | Concepción Arenal       | 26 de noviembre |
| J.J. Urquiza      | 5 - 4  | General Lamadrid      | Kelsey y Bonifacini     | 26 de noviembre |

| Muñiz                 | 1 - 6 | J.J. Urquiza      | León Gallardo y Salerno | 3 de diciembre |
| Defensores de Almagro | 3 - 2 | Fénix             | Mitre y Ocampo          | 3 de diciembre |
| Estudiantes (BA)      | 1 - 3 | ACIA              | Médanos y Boyacá        | 3 de diciembre |
| Porteño AC            | 4 - 1 | Pilar             | Whelan y Sarmiento      | 3 de diciembre |
| Juventud de Bernal    | 5 - 2 | Centro Español    | Caseros y Almafuerte    | 3 de diciembre |
| Macabi                | 5 - 3 | Central Argentino | Segurola y Miranda      | 3 de diciembre |
| La Paternal           | 4 - 6 | 9 de Julio        | Kelsey y Bonifacini     | 3 de diciembre |
| Comunicaciones        | 1 - 1 | Juventud Unida    | General Lamadrid        | 3 de diciembre |

| 9 de Julio        | 2 - 5 | Comunicaciones        | Chacarita Juniors        | 8 de diciembre |
| Central Argentino | 3 - 1 | La Paternal           | Central Argentino        | 8 de diciembre |
| Centro Español    | 4 - 4 | Macabi                | Pepirí y Arana           | 8 de diciembre |
| Pilar             | 2 - 2 | Juventud de Bernal    | San Juan y Córdoba       | 8 de diciembre |
| ACIA              | 5 - 1 | Porteño AC            | Manuela Pedraza y Crámer | 8 de diciembre |
| Fénix             | 3 - 1 | Estudiantes (BA)      | Concepción Arenal        | 8 de diciembre |
| J.J. Urquiza      | 3 - 5 | Defensores de Almagro | Kelsey y Bonifacini      | 8 de diciembre |
| General Lamadrid  | 5 - 2 | Muñiz                 | General Lamadrid         | 8 de diciembre |

| Defensores de Almagro | 6 - 0 | General Lamadrid  | Mitre y Ocampo          | 11 de diciembre |
| Estudiantes (BA)      | 5 - 3 | J.J. Urquiza      | Gaona y General Paz     | 11 de diciembre |
| Porteño AC            | 1 - 7 | Fénix             | Whelan y Sarmiento      | 11 de diciembre |
| Juventud de Bernal    | 2 - 3 | ACIA              | Guido y Sarmiento       | 11 de diciembre |
| Macabi                | 3 - 2 | Pilar             | Segurola y Miranda      | 11 de diciembre |
| La Paternal           | 0 - 5 | Centro Español    | Kelsey y Bonifacini     | 11 de diciembre |
| Comunicaciones        | 7 - 6 | Central Argentino | General Lamadrid        | 11 de diciembre |
| Juventud Unida        | 4 - 2 | 9 de Julio        | León Gallardo y Salerno | 11 de diciembre |

| Central Argentino | 2 - 1   | Juventud Unida        | Central Argentino        | 18 de diciembre |
| Centro Español    | 1 - 3   | Comunicaciones        | Pepirí y Arana           | 18 de diciembre |
| Pilar             | 6 - 1   | La Paternal           | San Juan y Córdoba       | 18 de diciembre |
| ACIA              | 2 - 1   | Macabi                | Manuela Pedraza y Crámer | 18 de diciembre |
| Fénix             | 4 - 1   | Juventud de Bernal    | Concepción Arenal        | 18 de diciembre |
| General Lamadrid  | 1 - 2   | Estudiantes (BA)      | General Lamadrid         | 18 de diciembre |
| Muñiz             | 0 - 2   | Defensores de Almagro | Sarmiento y Azcuénaga    | 18 de diciembre |
| J.J. Urquiza      | GP - PP | Porteño AC            | Kelsey y Bonifacini      | 18 de diciembre |